# Пам'ятник на місці відпочинку Петра I
Пам'ятник спочинку Петра І — пам'ятник на місці відпочинку Петра І у Полтаві. Пам'ятник встановлено у 1849 році біля Спаської церкви на розі вулиць Спаської і Пилипа Орлика. 2 травня 2025 року — пам'ятник демонтовано.

## Історія створення
Споруджено на місці будинку козака Магденка, в якого жив комендант фортеці Олексій Келін. На другий день після Полтавської битви у ньому зупинявся Петро I. У 1817 році тут було споруджено цегляний обеліск за проектом архітектора П. Тарасова, а у 1849 році встановлено новий, виготовлений у Петербурзі за проєктом архітектора О. П. Брюлова, художник І. Гамбургер. 

## Опис
Пам'ятник являє собою прямокутний триярусний чавунний обеліск на гранітному стилобаті (загальна висота становить 7,2 метрів). Зверху покладено щит і меч, на щиті — шолом. На площинах вміщено горельєфне зображення герба Російської імперії; лева, який відпочиває; меморіальні написи.

## Демонтаж
22 травня 2025 року було завершено демонтаж пам'ятника, його планують наново змонтувати на території музею Полтавської битви.